# Dé à coudre
Pour les articles homonymes, voir Dé (homonymie).

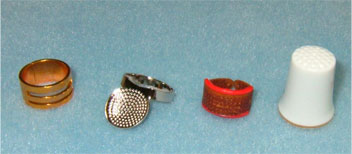
Diverses sortes de dés à coudre

Un dé à coudre est un petit objet de couture dans lequel on insère le bout du doigt pour le protéger de l'aiguille à coudre, généralement le majeur ou l'annulaire.
Il permet ainsi de pousser l'aiguille dans les tissus épais et de recevoir l'aiguille lors d'une couture à la main. Il permet surtout de millimétrer sa couture.

## Historique
La date d'invention du dé à coudre est inconnue. On suppose qu'il a suivi de près l'invention de l'aiguille, mais il n'y a pas de trace archéologique avant le haut moyen âge, et notamment, contrairement à ce que l'on affirme un peu trop souvent, aucun dé à coudre n'a été retrouvé à Pompéi. Les dés à coudre les plus anciens étaient en os, corne ou ivoire.

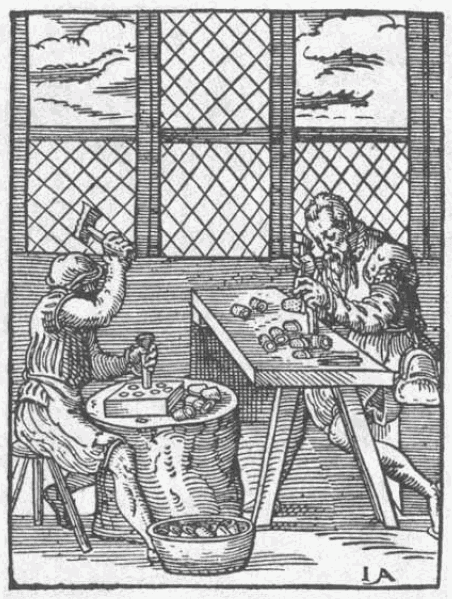
Fabrication artisanale de dés à coudre

C'est au XIVe siècle qu'ils commencent à être décorés.
Jusqu'au milieu du XVIIIe siècle, les fossettes sur le côté extérieur étaient façonnées à la main avec des poinçons. La mécanisation a aussi supprimé l'aspect bombé du dessus. Les dés à coudre les plus anciens sont remarquables par trois éléments : l'épaisseur irrégulière du métal, l'aspect bombé du dessus et l'irrégularité des fossettes du côté extérieur.
Si les dés à coudre étaient originellement utilisés pour la couture, ils eurent par la suite d'autres usages : dans les années 1800, ils furent utilisés comme mesure pour les spiritueux et il subsiste nombre d'expressions héritées de cet usage « juste un doigt », « un dé à coudre de... », « qui veut un dé à coudre a un dé à coudre ! » « Offre un dé à coudre à ton voisin et il te tendra la main », ou encore « se noyer dans un dé à coudre ».

## Description
Les dés à coudre sont généralement en métal et piquetés sur la face extérieure. Mais il existe diverses sortes de dés à coudre dans divers métaux, en cuir, en céramique, en porcelaine, en caoutchouc, en bois, en verre ou en plastique et silicone.
Les dés à coudre peuvent être plus ou moins travaillés, peints, gravés ou ciselés. Ils peuvent couvrir complètement le doigt avec une forme tronconique ou cylindrique ou n'être pas plus larges qu'une bague et se porter comme un anneau sur le bout du doigt.
Du fait de cette diversité, ils sont parfois collectionnés ; les collectionneurs s'appellent des digitabuphiles, digitabuphilistes ou digiconsuériphiles.

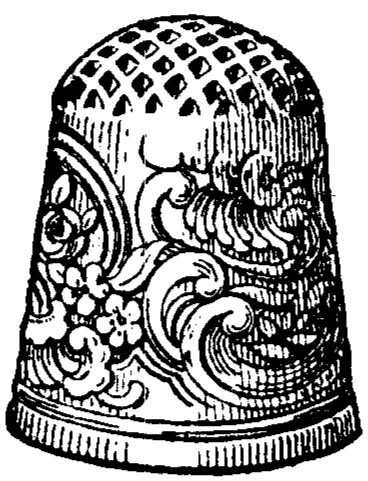
Un dé à coudre décoré